# Tiếng Thu Lao
Tiếng Thu Lao hay tiếng Tráng Đại (Dai Zhuang) là một ngôn ngữ thuộc ngữ chi Thái được nói ở châu tự trị Văn Sơn, Vân Nam, Trung Quốc, ở các huyện, thành phố Diêm Sơn, Văn Sơn, Mã Quan, Ma Lật Pha, Quảng Nam. Nó cũng được nói ở châu Hồng Hà và Việt Nam. Tỉ lệ lớn nhất là ở Yên Sơn (50% tổng dân số Tráng nơi đây) và Diêm Sơn (20% tổng dân số Tráng nơi đây) (Johnson 2011b).

## Tên gọi
Dưới đây là các tên gọi khác nhau (cả từ nội danh lẫn ngoại danh) cho người nói tiếng Thu Lao (Johnson 2011a: 43).
- Pu Dai (Bộc Đại, 濮 岱) /pʰu˥ ʔdaːi˧˩, pʰu˨ taːi˩/
- Thu Lao (Thổ Lão, 土僚、土老)
- Tuzu (Thổ Tộc, 土族)
- Pulao, Puliao (Bộc Liêu 濮 僚; dân tộc học cổ đại Trung Quốc).

## Phân bố
Johnson (2011b) chia Thu Lao ra thành 4 phương ngữ theo cách thức thanh điệu phân tách: Bắc, Trung, Nam và Đông Bắc.
Tại Việt Nam, tiếng Thu Lao (nội danh La Hừ, nghĩa là 'đất đen') được nói ở 7 làng (Nguyễn Hùng Mạnh 2014:14).
- Huyện Mường Khương, Lào Cai
  - Xã Tả Gia Khâu
    - La Hờ (48 hộ gia đình, 228 nhân khẩu)
    - La Măng (26 hộ gia đình, 123 nhân khẩu)
    - Lũng Thắng (15 hộ gia đình, 71 nhân khẩu)

  - Tào Túng, xã Thanh Bình, Mường Khương, Lào Cai (5 hộ gia đình, 28 nhân khẩu)
- Huyện Si Ma Cai, Lào Cai
  - Sin Chải, xã Thảo Chư Phìn (42 hộ gia đình, 199 nhân khẩu)
  - Khuốn Pống, xã Bản Mộ (29 hộ gia đình, 138 nhân khẩu)
  - Tả Chải, xã Nàn Sán (71 hộ gia đình, 337 nhân khẩu)

Jerold Edmondson mô tả tiếng Thu Lao ở Việt Nam là một ngôn ngữ Thái Trung Tâm với khoảng 200 người nói giữ lại các phụ âm đầu với thanh điệu thấp, như tiếng Tày của huyện Trùng Khánh, tỉnh Cao Bằng.
Năm 1979, tỉnh Vân Nam (Trung Quốc) báo cáo rằng có một nhóm người nói tiếng Thái gọi là người Pa Dí (tiếng Hoa: Bài Di 摆彝) sống ở thành phố Văn Sơn, huyện Mã Quan và thị trấn Kiều Đầu (桥头) của huyện tự trị Dao Hà Khẩu. Người ta cho rằng tiếng Pa Dí có thể giống với tiếng Tày Lự. Người Pa Dí được phân loại là người dân tộc Đại ở Hà Khẩu và Tráng ở Yên Sơn và Mã Quan. Năm 1960, dân số Pa Dí là 6.958 người.